# シャールカ (フィビフ)
『シャールカ』（チェコ語: Šárka）作品51は、ズデニェク・フィビフが作曲した3幕のオペラ。

## 概要
リブレットは、彼の生徒で愛人のアネシュカ・シュルゾヴァーが作成した。フィビフは総譜を1896年9月8日から5月10日にかけて書いた。チェコの観衆はリヒャルト・ワーグナーの音楽に影響されていると考えて、フィビフはオペラの題材として、チェコの観衆のそうした感情に応えるために伝説『乙女戦争』を選んだ。14世紀のチェコ文学に見られるシャールカのボヘミア伝説に基づいており、スメタナの『我が祖国』、そしてヤナーチェクの同名のオペラに関連性がある。シュルゾヴァーは、ヴルフリツキーが1880年に書いた物語を最初の素材として使った。
初演は1897年12月28日、プラハ国立劇場にてアドルフ・チェフの指揮で行われた。『シャールカ』はフィビフの最も有名なオペラとして、チェコでは頻繁に上演されている。

## 登場人物

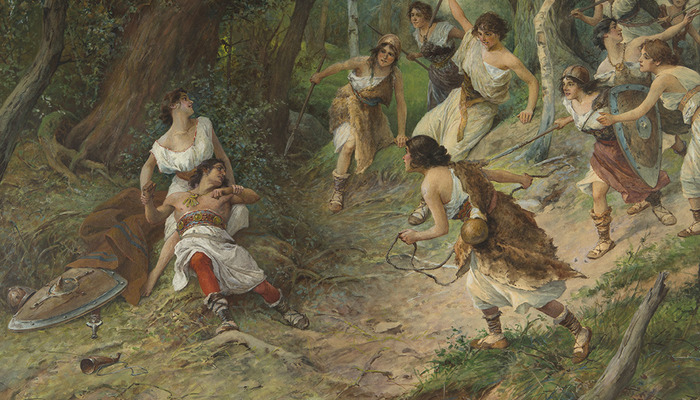
シャールカらに襲われるツチラト（乙女戦争の一幕）

- ツチラト：テノール。
- プシェミスル（チェコ語版）：バリトン。
- シャールカ：ソプラノ。
- ヴィトラス：バス。
- ヴラスタ：メゾソプラノ。
- リビナ：ソプラノ。
- スヴァタヴァ：ソプラノ。
- ムラダ：ソプラノ。
- ラドカ：メゾソプラノ。
- チャスタヴァ：アルト。
- ホスタ：アルト。